# Byblis (mythologie)
Pour les articles homonymes, voir Biblis (homonymie).

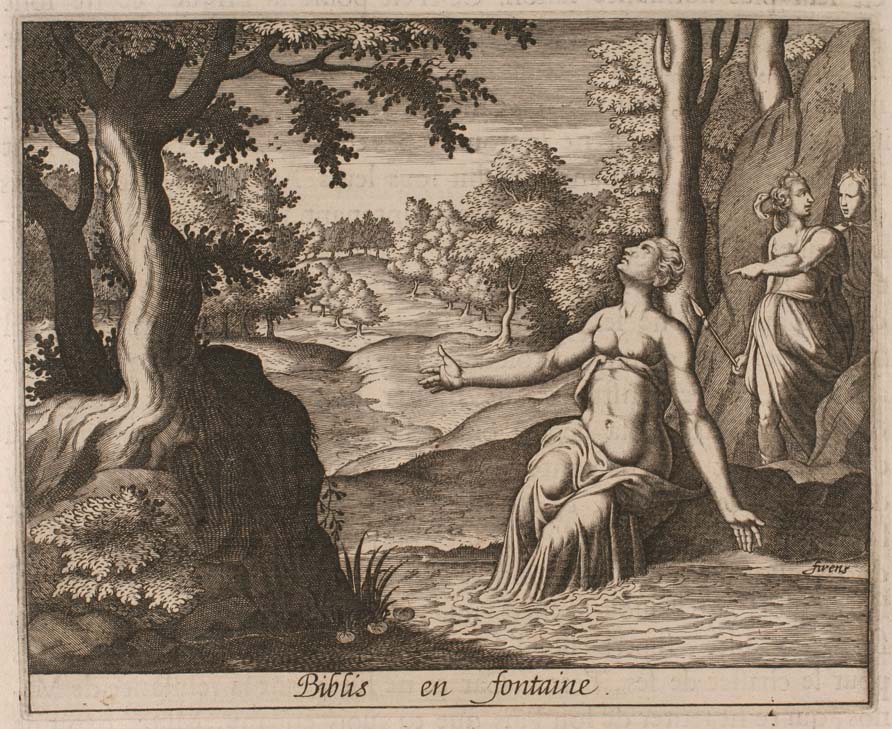
Biblis en fontaine, gravure sur bois (1619).

Dans la mythologie grecque, Byblis ou Biblis (en grec ancien : Βυβλίς / Byblís) est une nymphe qui, par désespoir, se changea en fontaine.

## Histoire
Son histoire est rapportée en détail par Ovide dans les Métamorphoses : Byblis est la fille de Milétos (fils d’Apollon) et de Cyanée (fille du dieu fleuve Méandre). Elle a un frère jumeau, Caunos (en), dont elle tombe amoureuse : elle cherche à le convaincre de la pureté de son amour, et prend pour exemples les amours incestueuses des autres dieux, mais Caunos, effrayé, s'enfuit. Byblis va chercher alors à le convaincre une nouvelle fois, sans succès : de désespoir, elle jette ses habits et sombre bientôt dans la folie, recherchant son frère jusqu'en Asie mineure. Ne le trouvant pas, elle finit, épuisée, par s'abandonner aux larmes et, au moment de mourir, se transforme en fontaine (ou en source, selon les versions).

## Versions
Le poète élégiaque grec Parthénios de Nicée fonde une fin différente : Byblis se serait pendue avec sa ceinture ; par ailleurs, ce serait Caunos qui aurait été l'instigateur de cette passion incestueuse. Selon le mythographe antique Antoninus Liberalis, plus proche d'Ovide, mais finissant différemment : abandonnée par Caunos en fuite, Byblis aurait tenté de mettre fin à ses jours en sautant du haut d'une falaise, mais elle est sauvée par les hamadryades qui l'endorment et la transforment en nymphe aquatique parce qu'elle ne cessait de pleurer.
Selon le lexicographe et géographe Étienne de Byzance, le nom de la cité d'origine phénicienne Byblos proviendrait de celui de la nymphe.

## Portée symbolique
Le motif incestueux, marqué par l'interdit ou le tabou, entre membres d'une même fratrie gémellaire, est présent dans la plupart des récits mythologiques fondateurs, non seulement d'origine gréco-latine, mais plus généralement au sein du corpus indo-européen, sud-est asiatique et océanien. L'amour « caunien » est une expression qui signifie l’inceste.

## Représentations
Les représentations directement inspirées du mythe de la nymphe Byblis (ou Biblis) sont relativement rares avant la Renaissance. Elle est présente sur la Fontana Greca (en) », située à Gallipoli (Italie), une fontaine monumentale en marbre dont la datation pose un problème (avant 1548, date à laquelle l'ensemble fut déplacé).
La tragédie lyrique Biblis de Louis de La Coste, composé en 1732 sur un livret de Claude Fleury, fut représentée six fois à l'Académie Royale de Musique. Le librettiste a adapté le mythe de Biblis pour en faire un opéra en cinq actes, avec des séquences de ballet.
En 1734, le sculpteur français Laurent Delvaux exécute le groupe Biblis et Caunus, un marbre actuellement exposé au musée de Bode à Berlin.
Au cours du XIXe siècle, la nymphe regagne en intérêt, on trouve ainsi :
- Biblis changée en source, une huile sur toile de Jean-Jacques Henner (1867, Musée des beaux-arts de Dijon) ;
- Biblis, un tableau de William-Adolphe Bouguereau (1884, Musée Salar Jung, Hyderabad) ;
- Biblis, un dessin préparatoire (1886) de Léon Hodebert pour son tableau Le Repos ou la nymphe de l'étang (plusieurs versions) ;
- Biblis, un tableau non localisé [1897 ?] de Louis-Joseph-Raphaël Collin.

En 1898, Pierre Louÿs publie un recueil de poésie intitulé Byblis ou l'enchantement des larmes. Puis, en 1905, l'artiste français Jean Camus (1877-1955) compose un groupe sculptural en marbre appelé Byblis pleure, visible au Jardin Lecoq (Clermont-Ferrand). En 1912, le peintre Armand Point présente au Salon une grande toile intitulée Biblis changée en source. Dans les années 1920, le graveur français Pierre Gusman lance avec quelques amis la revue d'art Byblis, miroir des arts du livre et de l'estampe.
En 1968, dans son film Théorème, le réalisateur italien Pier Paolo Pasolini montre une femme, interprétée par Laura Betti, qui se métamorphose en fontaine.

Exemples de représentations
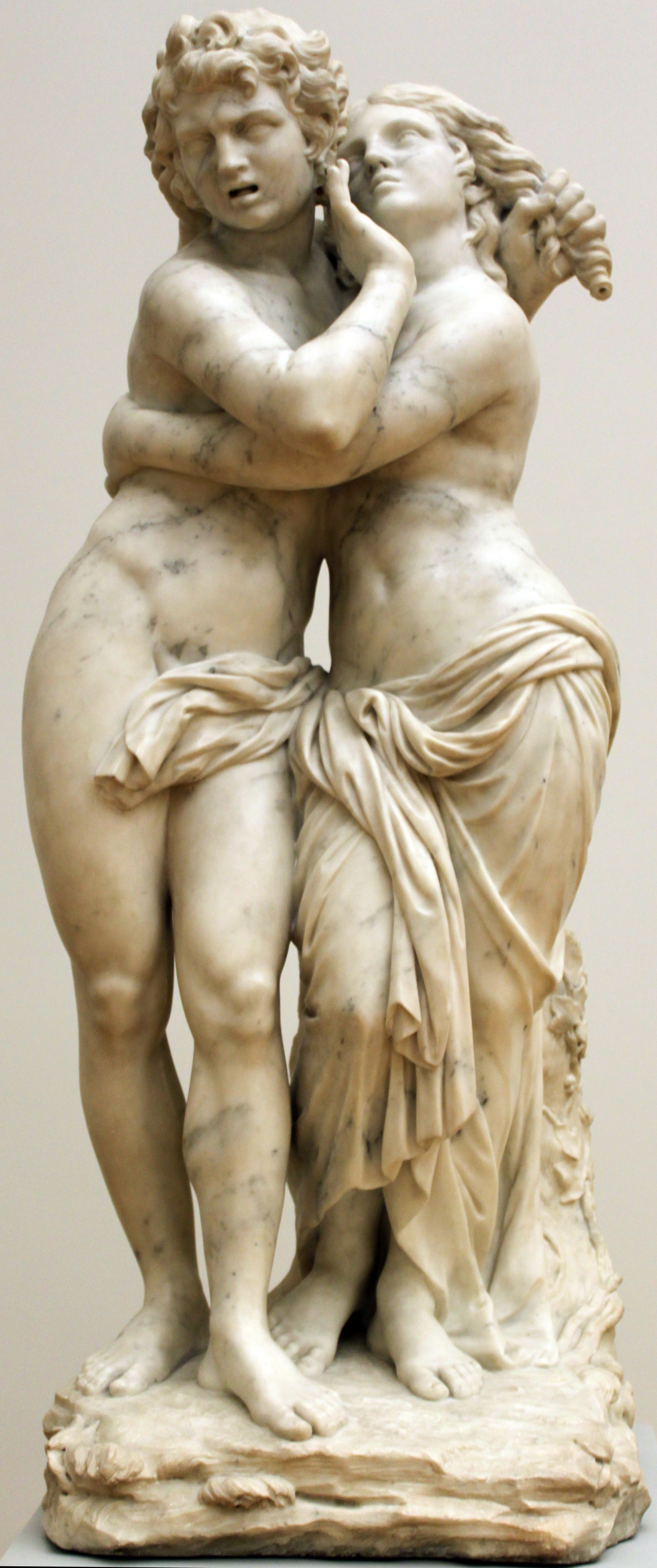
Biblis et Caunus par Laurent Delvaux (1734).
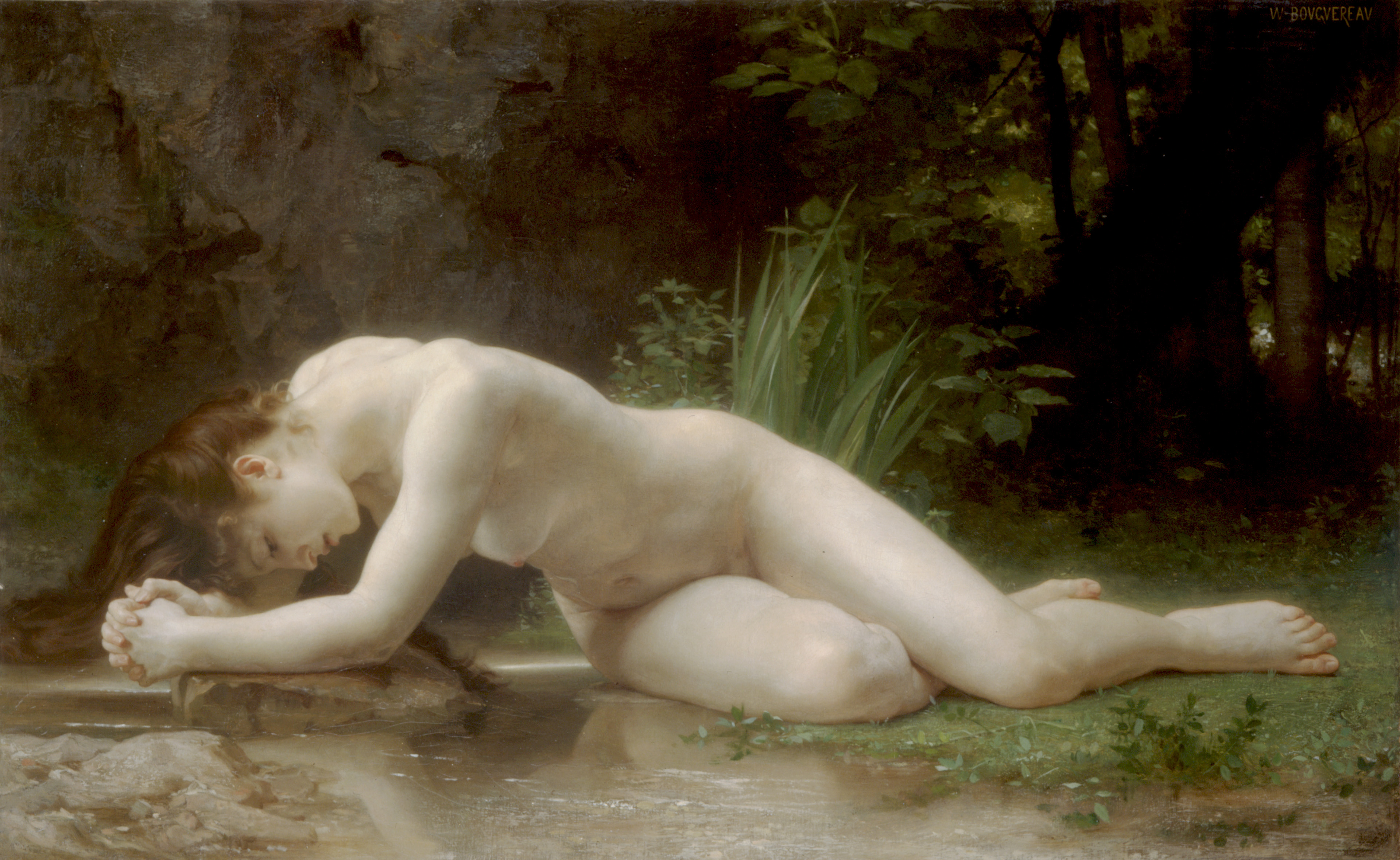
Biblis par William-Adolphe Bouguereau (1884).
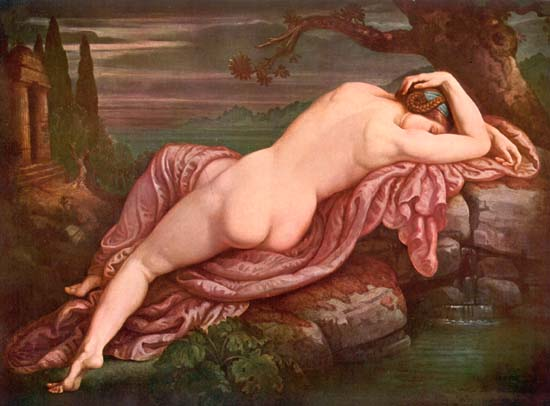
Biblis changée en source par Armand Point (1912).

### Sources contemporaines
- (fr) Pierre Pellegrin (dir.) (trad. du grec ancien), Aristote : Œuvres complètes, Paris, Éditions Flammarion, 2014, 2923 p. (ISBN 978-2-08-127316-0)